# Chromosome 12 humain
Le chromosome 12 est un des 23 chromosomes humains. C'est l'un des 22 autosomes.

## Caractéristiques du chromosome 12
- Nombre de paires de base : 132 449 811
- Nombre de gènes : 1 104
- Nombre de gènes connus : 1 009
- Nombre de pseudo gènes : 396
- Nombre de variations des nucléotides (S.N.P ou single nucleotide polymorphisme) : 430 976

## Anomalies chromosomiques décrites au niveau du chromosome 12
Syndrome microdélétionnel 12q15q21.1 : délétion interstitielle sur le bras long du chromosome 12.

## Gènes localisés sur le chromosome 12
Le chromosome 12 contient les gènes homéotiques (HOM ou HOX) du groupe C.

## Maladies localisées sur le chromosome 12
- La nomenclature utilisée pour localiser un gène est décrite dans l'article de celui-ci
- Les maladies en rapport avec des anomalies génétiques localisées sur le chromosome 12 sont :

| Maladies localisées sur le chromosome 12       | Maladies localisées sur le chromosome 12 | Maladies localisées sur le chromosome 12 | Maladies localisées sur le chromosome 12 | Maladies localisées sur le chromosome 12 | Maladies localisées sur le chromosome 12           |
| ---------------------------------------------- | ---------------------------------------- | ---------------------------------------- | ---------------------------------------- | ---------------------------------------- | -------------------------------------------------- |
| Pathologie                                     | Transmission                             | O.M.I.M                                  | Locus                                    | Gène                                     | Protéine codée par le gène                         |
| Bras long                                      |                                          |                                          |                                          |                                          |                                                    |
|                                                |                                          |                                          |                                          |                                          |                                                    |
| Phénylcétonurie                                | Récessive                                | 261600                                   | q24.1                                    | PAH                                      | Phenylalanine hydroxylase                          |
| Maladie de Charcot-Marie-Tooth type 2L         | Dominante                                | 608673                                   | q24                                      | Inconnu                                  |                                                    |
| Syndrome de Noonan                             | Dominante                                | 163950                                   | q24.1                                    | PTPN11                                   | Tyrosine-protein phosphatase, non-receptor type 11 |
| Syndrome de Holt-Oram                          | Dominante                                | 142900                                   | q24.1                                    | TBX5                                     | T-box transcription factor TBX5                    |
|                                                |                                          |                                          | q24                                      |                                          |                                                    |
|                                                |                                          |                                          |                                          |                                          |                                                    |
|                                                |                                          |                                          |                                          |                                          |                                                    |
|                                                |                                          |                                          |                                          |                                          |                                                    |
| Maladie de Charcot-Marie-Tooth type 2C         | Dominante                                | 606071                                   | q23-q24                                  | Inconnu                                  |                                                    |
|                                                |                                          |                                          | q23                                      |                                          |                                                    |
|                                                |                                          |                                          |                                          |                                          |                                                    |
|                                                |                                          |                                          |                                          |                                          |                                                    |
|                                                |                                          |                                          |                                          |                                          |                                                    |
|                                                |                                          |                                          |                                          |                                          |                                                    |
|                                                |                                          |                                          | q22                                      |                                          |                                                    |
|                                                |                                          |                                          |                                          |                                          |                                                    |
|                                                |                                          |                                          |                                          |                                          |                                                    |
|                                                |                                          |                                          |                                          |                                          |                                                    |
|                                                |                                          |                                          |                                          |                                          |                                                    |
|                                                |                                          |                                          |                                          |                                          |                                                    |
|                                                |                                          |                                          |                                          |                                          |                                                    |
|                                                |                                          |                                          |                                          |                                          |                                                    |
|                                                |                                          |                                          |                                          |                                          |                                                    |
|                                                |                                          |                                          | q21                                      |                                          |                                                    |
| Syndrome Baker-gordon Syt 1                    |                                          |                                          | q21.2                                    |                                          |                                                    |
|                                                |                                          |                                          |                                          |                                          |                                                    |
|                                                |                                          |                                          |                                          |                                          |                                                    |
|                                                |                                          |                                          |                                          |                                          |                                                    |
|                                                |                                          |                                          | q15                                      |                                          |                                                    |
|                                                |                                          |                                          |                                          |                                          |                                                    |
|                                                |                                          |                                          |                                          |                                          |                                                    |
|                                                |                                          |                                          |                                          |                                          |                                                    |
|                                                |                                          |                                          |                                          |                                          |                                                    |
| Rachitisme hypocalcémique vitamine D-dépendant |                                          | 609506                                   | 12q14.1                                  | CYP27B1                                  |                                                    |
|                                                |                                          |                                          |                                          |                                          |                                                    |
|                                                |                                          |                                          |                                          |                                          |                                                    |
| allgrove syndrome                              | [Transmission autosomique]               |                                          | 12q13                                    |                                          |                                                    |
| Achondrogenèse type II                         | Dominante                                | 200610                                   | q13.11-q13.2                             | COL2A1                                   |                                                    |
| Épidermolyse bulleuse épidermolytique          | Dominante principalement                 | 131760                                   | q13                                      | KRT5                                     | Keratin, type II cytoskeletal 5                    |
|                                                |                                          |                                          | q13                                      |                                          |                                                    |
|                                                |                                          |                                          |                                          |                                          |                                                    |
|                                                |                                          |                                          |                                          |                                          |                                                    |
|                                                |                                          |                                          |                                          |                                          |                                                    |
| Maladie de Charcot-Marie-Tooth type 2G         | Dominante                                | 608591                                   | q12-q13                                  | Inconnu                                  |                                                    |
|                                                |                                          |                                          | q12                                      |                                          |                                                    |
|                                                |                                          |                                          |                                          |                                          |                                                    |
|                                                |                                          |                                          |                                          |                                          |                                                    |
|                                                |                                          |                                          |                                          |                                          |                                                    |
|                                                |                                          |                                          |                                          |                                          |                                                    |
|                                                |                                          |                                          |                                          |                                          |                                                    |
| Maladie de Rendu-Osler                         | Dominante                                | 187300                                   | q11-q14                                  | ACVRL1                                   |                                                    |
|                                                |                                          |                                          |                                          |                                          |                                                    |
|                                                |                                          |                                          |                                          |                                          |                                                    |
|                                                |                                          |                                          |                                          |                                          |                                                    |
| Bras court                                     |                                          |                                          |                                          |                                          |                                                    |
|                                                |                                          |                                          |                                          |                                          |                                                    |
|                                                |                                          |                                          |                                          |                                          |                                                    |
|                                                |                                          |                                          |                                          |                                          |                                                    |
|                                                |                                          |                                          |                                          |                                          |                                                    |
|                                                |                                          |                                          |                                          |                                          |                                                    |
|                                                |                                          |                                          |                                          |                                          |                                                    |
|                                                |                                          |                                          | p11                                      |                                          |                                                    |
|                                                |                                          |                                          |                                          |                                          |                                                    |
|                                                |                                          |                                          |                                          |                                          |                                                    |
|                                                |                                          |                                          |                                          |                                          |                                                    |
|                                                |                                          |                                          |                                          |                                          |                                                    |
|                                                |                                          |                                          | p12                                      |                                          |                                                    |
| Tétralogie de Fallot                           |                                          | 187500                                   |                                          | JAG1                                     |                                                    |
|                                                |                                          |                                          |                                          |                                          |                                                    |
|                                                |                                          |                                          |                                          |                                          |                                                    |
|                                                |                                          |                                          |                                          |                                          |                                                    |
|                                                |                                          |                                          | p13                                      |                                          |                                                    |
|                                                |                                          |                                          |                                          |                                          |                                                    |
| Maladie de Willebrand                          | Dominante Récessive                      | 193400 277480                            | p13.3                                    |                                          |                                                    |
| Maladie de Naito-Oyanagi                       | Dominante                                | 125370                                   | p13.3                                    | ATN1                                     | Atrophin-1                                         |
|                                                |                                          |                                          |                                          |                                          |                                                    |
|                                                |                                          |                                          |                                          |                                          |                                                    |
|                                                |                                          |                                          |                                          |                                          |                                                    |
|                                                |                                          |                                          |                                          |                                          |                                                    |
|                                                |                                          |                                          |                                          |                                          |                                                    |
|                                                |                                          |                                          |                                          |                                          |                                                    |
|                                                |                                          |                                          |                                          |                                          |                                                    |

## Sources
- (en) Ensemble Genome Browser
- (en) Online Mendelian Inheritance in Man, OMIM (TM). Johns Hopkins University, Baltimore, MD.

https://www.ncbi.nlm.nih.gov/omim/